# Sztanyiszlav Sztanyiszlavavics Suskevics
Sztanyiszlav Sztanyiszlavavics Suskevics (belarusz nyelven: Станіслаў Станіслававіч Шушкевіч; Minszk, 1934. december 15. – Minszk, 2022. május 3.) belarusz tudós, politikus, a Szovjetunió felbomlását követően, 1991–1994 között a Belarusz Köztársaság Legfelsőbb Tanácsának elnöke, ideiglenes államfő volt. Mint a belarusz demokratikus mozgalmak vezetőinek jelentős része, Suskevics is római katolikus vallású és lengyel származású. Az 1990-es évek közepétől a belarusz ellenzéki erők egyik jelentős alakja, 1998-tól a Belarusz Szociáldemokrata Közösség nevű ellenzéki szervezet vezetője. Államfőként a szabadpiaci viszonyok megteremtését és a demokratikus intézményrendszer kiépítését tűzte ki célul. 1991-ben fontos szerepet játszott a Szovjetunió megszüntetésében és a Független Államok Közösségének létrehozásában.

## Szakmai pályafutása
Minszkben született első generációs pedagógus családban. A szintén Sztanyiszlav nevet viselő apja a Szovjetunióban ismert író volt, akit az 1930-as évek sztálini tisztogatásai során letartóztatták, és csak 1956-ban szabadult. (Apja 1991-ben halt meg.)
1951-ben fejezte be középiskolai tanulmányait Minszkben, majd 1956-ban kapott diplomát a Belarusz Állami Egyetem fizika–matematika karán. Ezt követően, 1956–1960 között tudományos segédmunkatárs volt a Belorusz SZSZK Tudományos Akadémiája Fizikai Intézetében, kutatási területe a rádióelektronika volt. 
1960–1961 között a Minszki Rádiógyár mérnökeként dolgozott. 1961-től a Belarusz Állami Egyetemen (BGU) kutatott és tanított. 1961–1967 között az egyetem laboratóriumában tanszéki mérnökként és főmérnökként, majd laboratórium-vezetőként dolgozott. 1967–1969 között az egyetem tudományos rektorhelyetteseként tevékenykedett. 
1969–1990 között továbbra is betöltötte a rektorhelyettesi posztot, közben az atomfizikai és elektronika tanszék munkatársa volt, először docensként, 1973-tól pedig egyetemi tanárként, később őt nevezték ki a tanszék vezetőjévé. 1970-ben védte meg fizikai témájú doktori disszertációját. 1991-ben a Belarusz Nemzeti Tudományos Akadémia levelező tagjává választották. 
Több könyv, és több mint 150 tudományos cikk szerzője. 1982-ben megkapta a Belorusz SZSZK érdemes tudósa kitüntetést, 1985-ben a Szovjetunió Minisztertanácsának díját, 1988-ban pedig A rádióelektronika alapjai c. egyetemi tankönyvéért a Belorusz SZSZK Állami Díjában részesítették.

## Politikai pályafutása

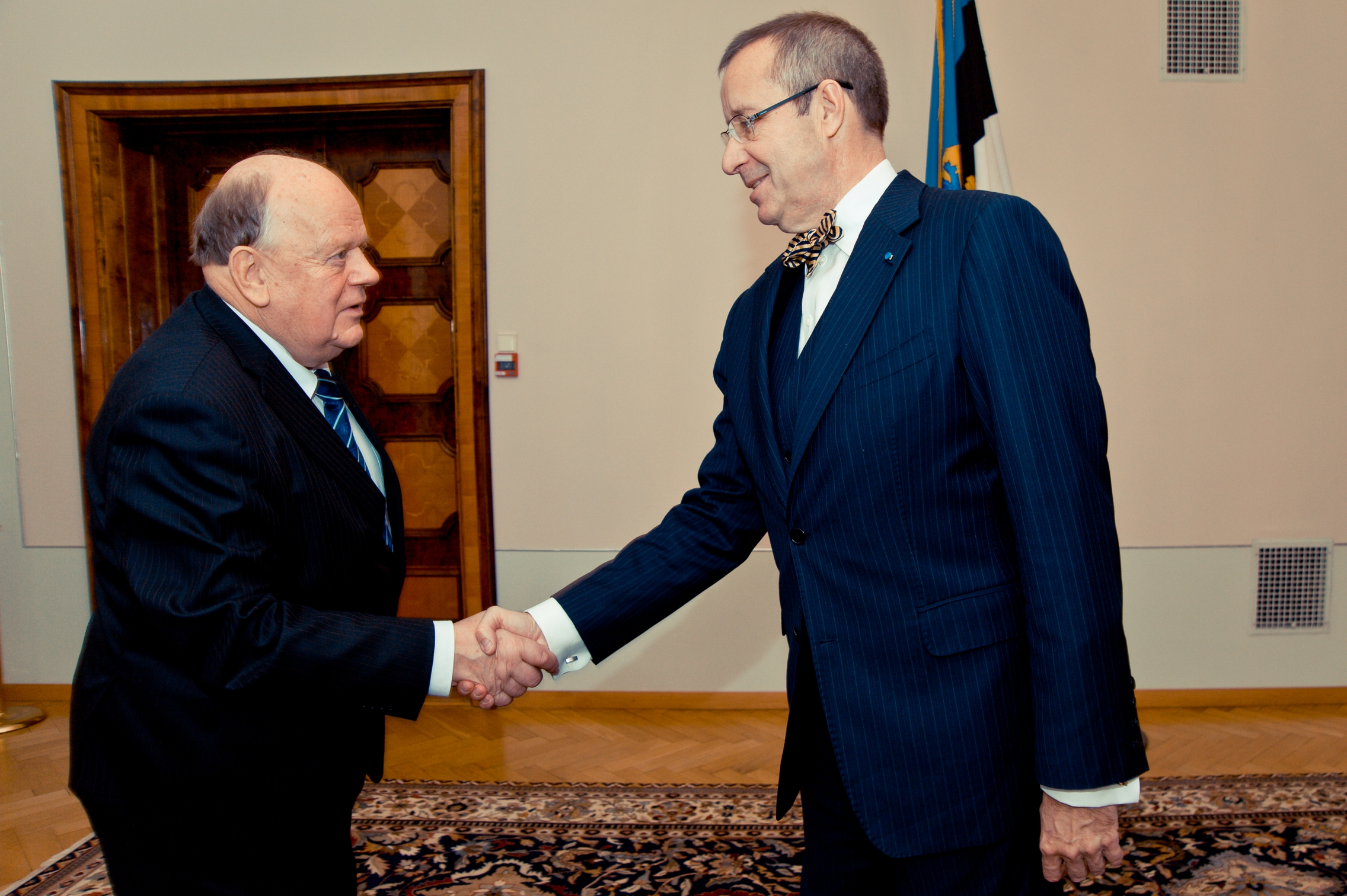
Suskevics és Toomas Hendrik Ilves (2011).

Az 1980-as évek végén kezdett aktív politikai tevékenységbe. 1989-ben a Szovjetunió népképviselőjévé választották. A szovjet Legfelsőbb Tanácsnak annak 1991-es feloszlásáig tagja volt, a Tanácsban a Régióközi Képviselőcsoporthoz tartozott. 1990-ben a Belarusz Legfelsőbb Tanács tagjává is megválasztották. 1990–1991 között a Belarusz Legfelsőbb Tanács elnökhelyettese volt. Az 1991. augusztusi puccs idején Suskevics is aláírta a puccsistákat elítélő nyilatkozatot. 
1991. szeptember 9-én a Belarusz Legfelsőbb Tanács megválasztotta elnökéül. E minőségében – mint ideiglenes államfő – részese volt a Szovjetunió megszüntetéséről folytatott tárgyalásoknak. 1991. december 7. és december 8. között Borisz Jelcin orosz és Leonyid Kravcsuk ukrán államfővel részt vett a Belovezsszkaja puscsa-i megbeszéléseken, és egyik aláírója volt a Szovjetunió megszüntetéséről és a Független Államok Közösségének megalakításáról szóló Beloveszszkaja puscsa-i szerződésnek.
1993 végén a Legfelsőbb Tanács korrupció-ellenes bizottságának akkori elnöke, Aljakszandr Lukasenka egykori parlamenti képviselő hetven vezető kormányzati tisztviselőt vádolt meg korrupcióban való érintettséggel, többek között Suskevicset is. A Lukasenka által kezdeményezett vizsgálat bizalmatlansági indítványhoz vezetett, amelynek következtében a Belarusz Legfelsőbb Tanács 1994. január 26-án leváltotta Suskevicset a Tanács elnöki posztjáról. (Átmenetileg Mecsiszlav Hrib követte a Legfelsőbb Tanács elnöki posztján. Suskevics korrupciós ügyekben való érintettsége később nem bizonyosodott be.) 
Ezt követően, az 1994. júniusi első demokratikus belarusz elnökválasztáson Suskevics is indult az elnöki posztért vívott küzdelemben. A választás első fordulójában a 10% körüli eredményével csak a harmadik helyen végzett, így nem jutott be az elnökválasztás második fordulójába, amelyet végül Aljakszandr Lukasenka nyert meg. Lukasenka diktatórikus rendszerének kiépülése után Suskevicset mint ellenzéki személyiséget a hatalom igyekezett ellehetetleníteni.
Ellenzéki politikusként aláírta az alkotmánybíróságra beadott Lukasenka elleni bizalmatlansági indítványt, 1996. novemberében pedig nem ismerte el az alkotmány módosításáról tartott népszavazás eredményét, amely végül Lukasenka elnöki jogkörének bővüléséhez vezetett. 2004-ben szeretett volna indulni a parlamenti választásokon, de a belarusz Központi Választási Bizottság elutasította a regisztrálását.